# Hassingham
Hassingham – wieś w Anglii, w hrabstwie Norfolk, w dystrykcie Broadland. Leży 14 km na wschód od Norwich i 165 km na północny wschód od Londynu.